# Fernando Álvez
Fernando Álvez, vollständiger Name Fernando Harry Álvez Mosquera, (* 4. September 1959 in Montevideo) ist ein ehemaliger uruguayischer Fußballspieler und aktiver -trainer.

## Spielerlaufbahn

### Verein
Der Torwart spielte auf Vereinsebene von 1976 bis 1984 durchgehend in der uruguayischen Primera División. Nachdem er von 1976 bis 1977 bei Defensor Sporting unter Vertrag stand, wechselte er von dort für die nächsten sechs Jahre innerhalb Montevideos zu Peñarol. Dort konnte er 1982 mit dem Gewinn der Copa Libertadores und des Weltpokals seinen größten Karriereerfolg im Vereinsfußball feiern, auch wenn er zu dieser Zeit nicht die Position des ersten Torhüters im Verein besetzte. Anschließend ging er 1984 nach Paraguay, wo er sich dem seinerzeit von Sergio Markarián trainierten Club Libertad anschloss. In den beiden Folgejahren wieder für Peñarol am Ball, absolvierte er 1987 fünf Spiele für den kolumbianischen Verein Independiente Santa Fe. Er wechselte aber noch im selben Jahr zum brasilianischen Klub Botafogo. 1988 erfolgte eine drei Jahre währende Rückkehr zu Peñarol, nach der er sich 1991 mit einem Wechsel zu Independiente Medellín veränderte. Das Torneo Apertura und das Torneo Clausura des Jahres 1992 verbrachte er in Reihen Deportivo Mandiyús. Für die Argentinier stand er in dieser Zeit 35 Mal auf dem Platz. CA San Lorenzo de Almagro war sowohl in der Apertura 1995 als auch der Clausura 1996 sein Arbeitgeber. Hier ist jedoch nur ein Einsatz für ihn in der ersten Saisonphase verzeichnet. Zur Apertura 1997 kehrte er abermals zu Peñarol zurück. Dort gewann er dann seinen insgesamt fünften uruguayischen Meistertitel nach 1978, 1979, 1981 und 1982.

### Nationalmannschaft
Álvez gehörte der uruguayischen Junioren-Nationalmannschaft an, die 1977 an der U-20-Südamerikameisterschaft in Venezuela teilnahm und den Titel gewann. Im Verlaufe des Turniers wurde er von Trainer Raúl Bentancor siebenmal eingesetzt. Im selben Jahr belegte er mit der Mannschaft bei der Junioren-Fußballweltmeisterschaft 1977 den vierten Rang. Zwei Jahre später wiederholte er den Südamerikameisterschafts-Triumph mit der Celeste bei der U-20-Südamerikameisterschaft 1979. Dazu trug er mit sechs Einsätzen bei. Zudem wurde er Dritter bei der Junioren-Fußballweltmeisterschaft 1979. Er war auch Mitglied der A-Nationalmannschaft seines Heimatlandes. Als Ersatztorwart hinter Rodolfo Rodríguez gehörte er zum Gewinner-Kader der Mundialito. Er nahm an der Fußball-Weltmeisterschaft 1986 in Mexiko und am WM Turnier 1990 in Italien jeweils als Stammtorwart der Celeste teil und absolvierte alle Partien. Zudem gewann er mit Uruguay die Copa América 1995 und gehörte bei den Turnieren 1989 und 1991 ebenfalls zum Aufgebot. Insgesamt absolvierte er zwischen dem 18. Juli 1980 und dem 8. Juni 1997 40 Länderspiele.

### Erfolge
- Sieger der Mundialito
- Sieger der Copa América: 1995
- 2× U-20-Südamerikameister: 1977, 1979
- Sieger der Copa Libertadores: 1982
- Weltpokal-Sieger: 1982
- 5× Uruguayischer Meister mit Peñarol: 1978, 1979, 1981, 1982, 1997

## Trainerlaufbahn
Im Jahr 2011 trainierte er spätestens ab Oktober bis Anfang Dezember den Rocha FC in der Segunda División. In jenem Jahr sorgte er auch abseits des eigentlichen Sportgeschehens für Schlagzeilen, als er zunächst im März während des Basketball-Spiels Malvín gegen Biguá im Palacio Peñarol nach einer verbalen Auseinandersetzung mit einem ihm und anderen Zuschauern die Sicht aufs Spielfeld nehmenden Polizisten festgenommen wurde. Im November lieferte er sich dann vor dem Spiel gegen Club Atlético Atenas mit Yonny Acosta, dem Co-Trainer von Rocha, eine körperliche Auseinandersetzung. Von März bis Mai 2015 wirkte er als Trainer beim Cerro Largo FC. Seit Juni 2016 trainiert er den Zweitligisten Miramar Misiones.